# 트리스포르산
트리스포르산(영어: trisporic acid)은 접합균류에서 β-카로틴 및 레티놀 경로를 통해 합성되는 18 탄소(C18) 테르페노이드 화합물이다. 트리스포르산은 접합균류 종에서 성분화를 담당하는 페로몬 화합물이다. 트리스포르산 및 관련 화합물은 트리스포로이드 화합물 그룹을 구성한다.

## 같이 보기
- 접합균류
- β-카로틴
- 레티놀
- 테르페노이드